# 非心カイ二乗分布
非心カイ二乗分布（ひしんカイにじょうぶんぷ、ひしんカイじじょうぶんぷ、英: noncentral chi-squared distribution）、または非心カイ自乗分布、非心カイ2乗分布、非心χ2分布とは、確率分布と統計学におけるカイ二乗分布の拡張である。
平均が μi で、分散が σi2 の正規分布に従う k 個の独立な確率変数 Xi の場合、確率変数
{\displaystyle \sum _{1}^{k}\left({\frac {X_{i}}{\sigma _{i}}}\right)^{2}}
は非心カイ二乗分布に従って分布する。
非心カイ二乗分布の母数は、以下の非心度と自由度の2つの母数で決定される。
1. k 自由度：独立な確率変数 Xi の個数
2. λ 非心度:確率変数 Xi の平均と標準偏差で記述される以下の量

{\displaystyle \lambda =\sum _{1}^{k}\left({\frac {\mu _{i}}{\sigma _{i}}}\right)^{2}.}
参考書によっては λ を上記の総和の半分に定義している場合もあるので注意されたい。

## 関連する分布
- Z が カイ二乗分布に従い {\displaystyle Z\sim \chi _{k}^{2}} の場合、Z は λ = 0 の非心カイ二乗分布である。

{\displaystyle Z\sim NC\chi _{k}^{2}(0)}
- もしも {\displaystyle J\sim \operatorname {Poisson} (\lambda /2)} ならば {\displaystyle \chi _{k}^{2}(\lambda )\sim \chi _{k+2J}^{2}}

## 翻訳元
本記事は英語版ウィキペディア記事
- Noncentral chi-square distribution. [:en] Wikipedia: Free Encyclopedia (English language), 2007-10-19 21:44 UTC

からの抄訳に基づいて作成された。

## 引用元
以下は英語版記事の引用元である。
- Abramowitz, M. and Stegun, I.A. (1972), Handbook of Mathematical Functions, Dover. Section 26.4.25.
- Johnson, N. L. and Kotz, S., (1970), Continuous Univariate Distributions, vol. 2, Houghton-Mifflin.